# Eduardo Escobar
Eduardo José Escobar (Villa de Cura, 5 gennaio 1989) è un giocatore di baseball venezuelano, terza base e seconda base svincolato della Major League Baseball.

## Carriera

### Inizi e Minor League (MiLB)

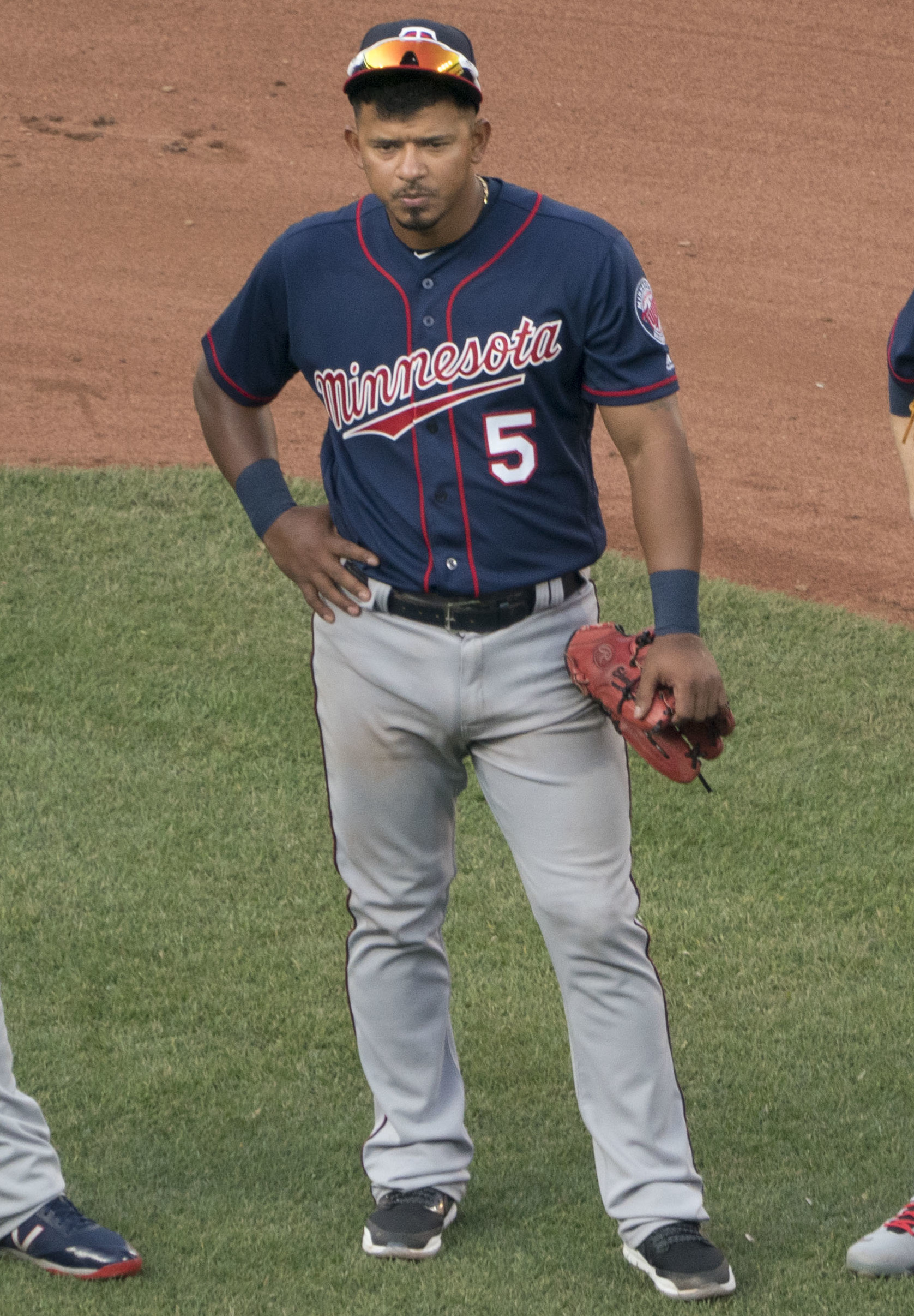
Escobar con i Twins nel 2018

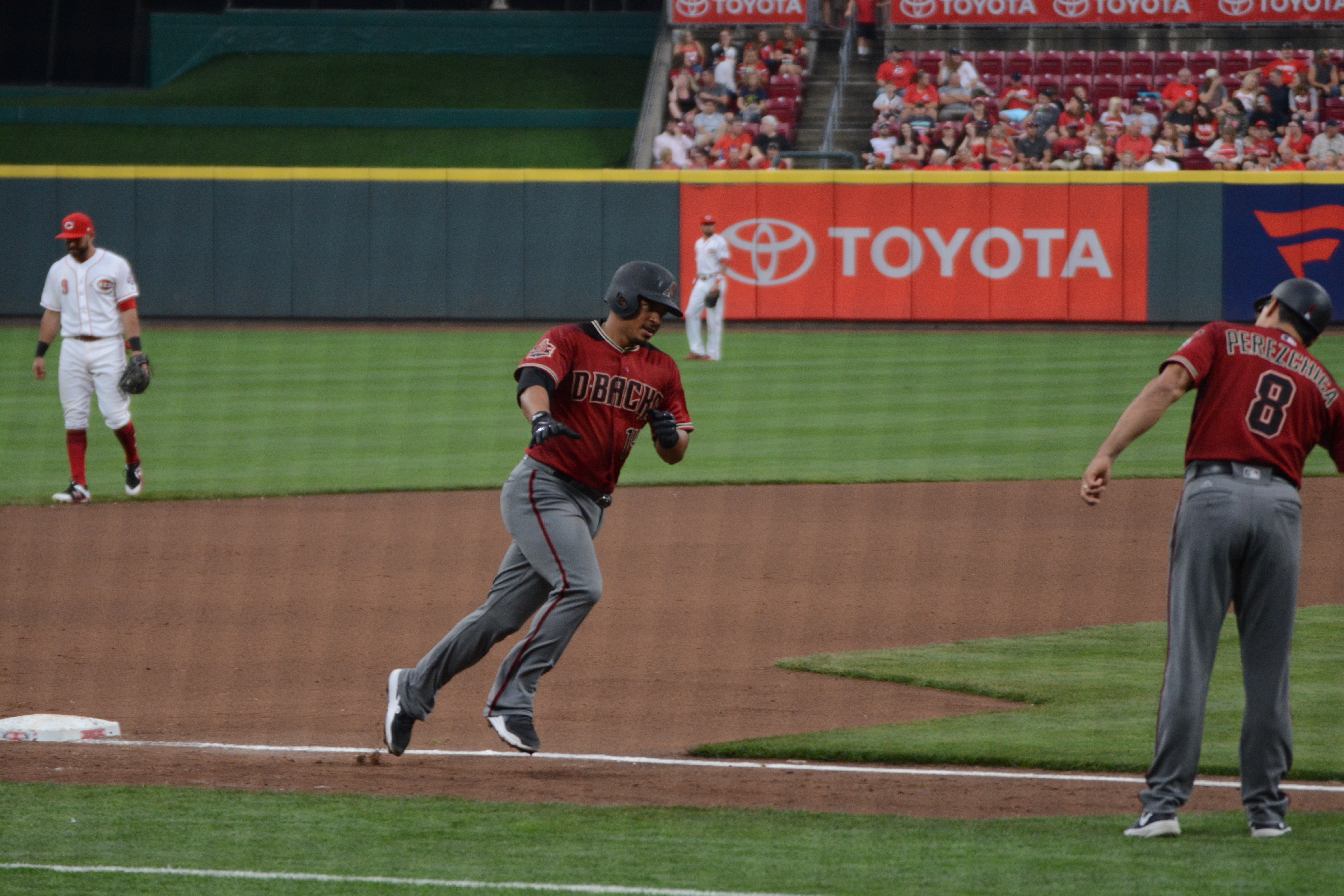
Escobar con i D-backs nel 2018

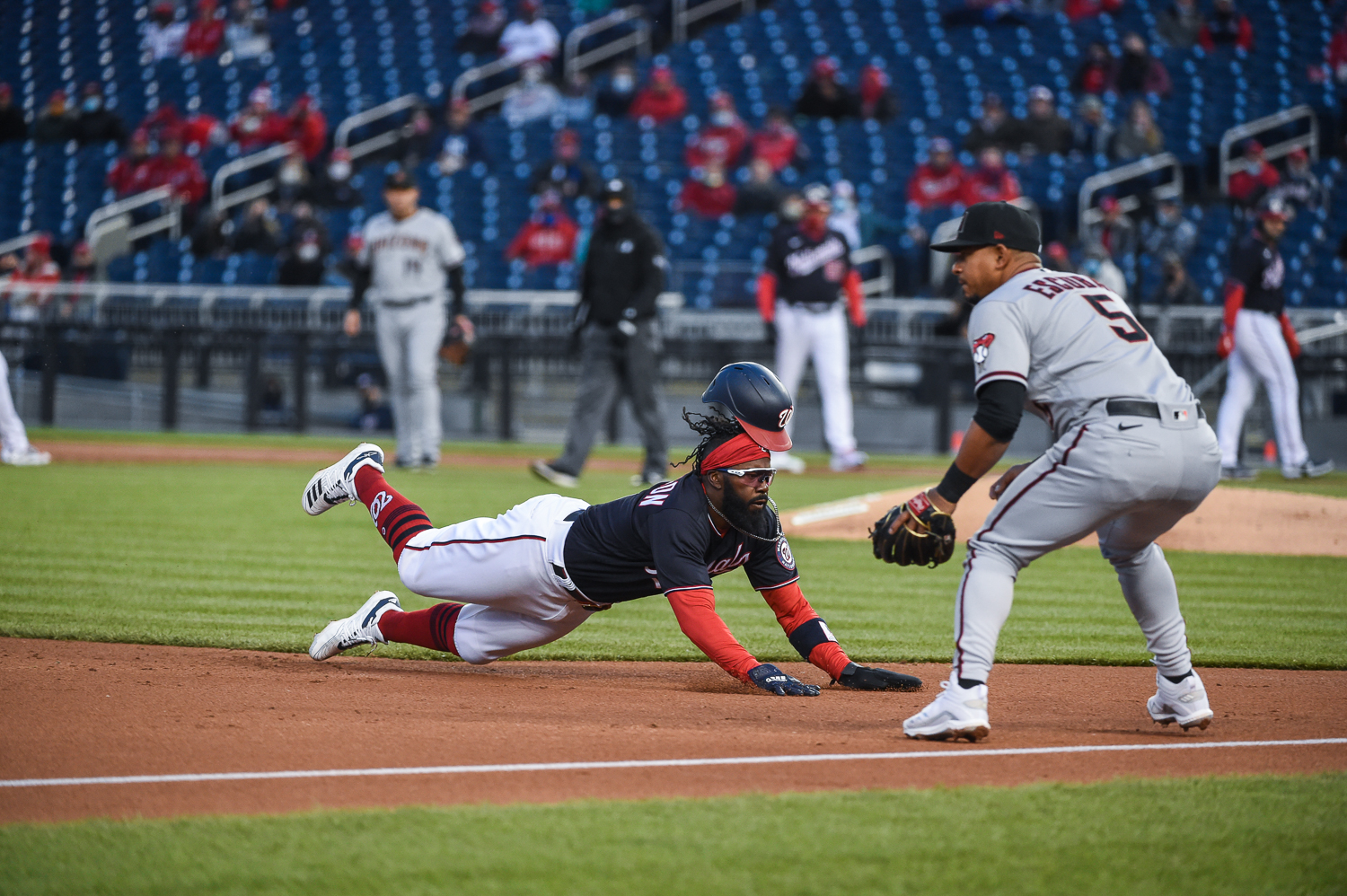
Escobar (destra) mentre tenta un'eliminazione in terza base nel 2021

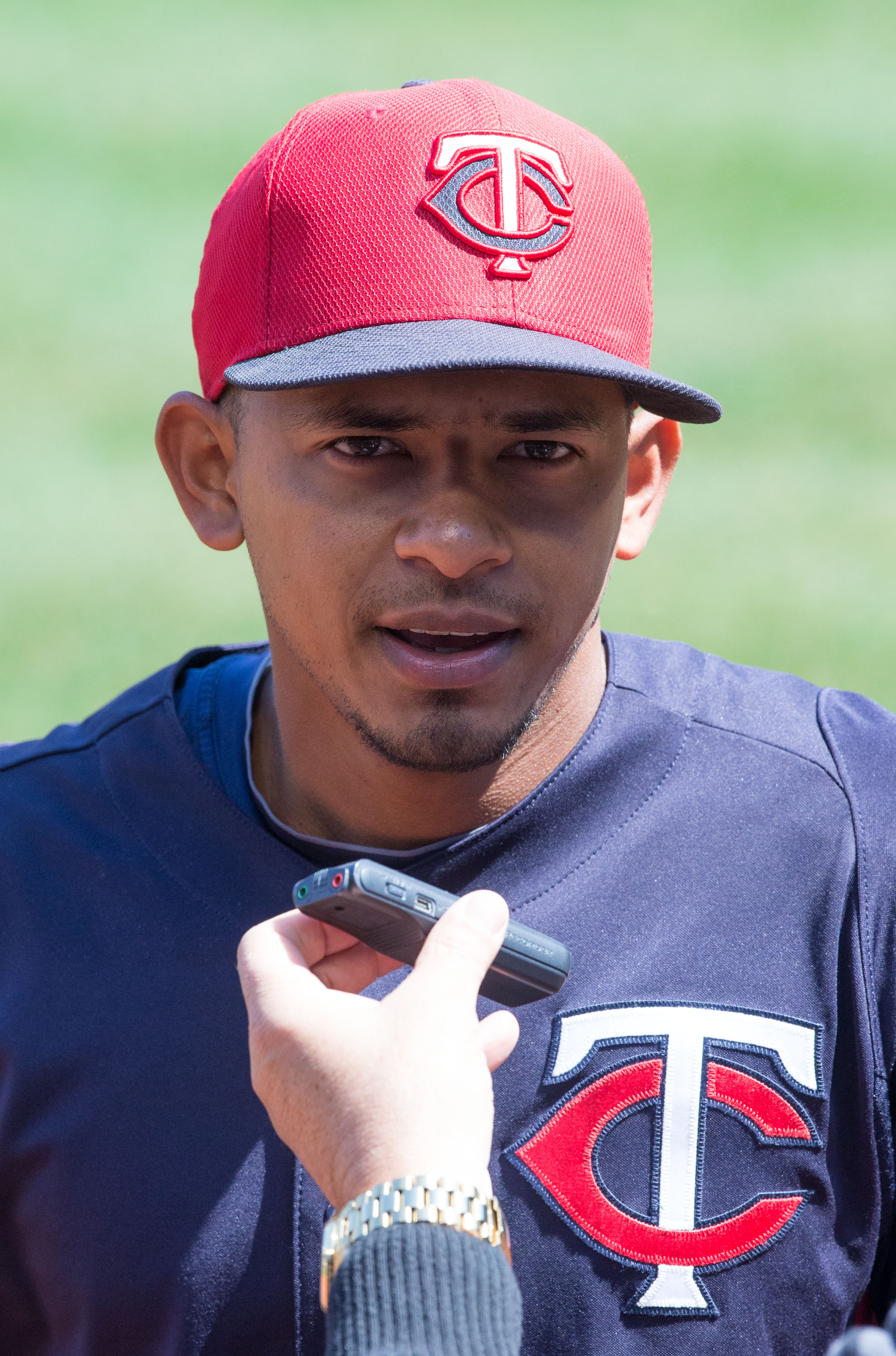
Escobar nel 2013

Escobar firmò come free agent internazionale con i Chicago White Sox nel 2006. Venne assegnato nello stesso anno nella Venezuelan Summer League dove giocò il suo primo campionato professionistico, mentre nel 2007 militò nella Dominican Summer League. Nel 2008 arrivò negli Stati Uniti, dove venne assegnato alla classe Rookie, ma dopo meno di una settimana venne trasferito alla classe A, dove disputò il resto della stagione in corso e l'intera stagione 2009. Iniziò la stagione 2010 nella classe A-avanzata e venne promosso nella Doppia-A il 14 luglio dello stesso anno. Iniziò la stagione 2011 nella Tripla-A.

### Major League (MLB)
Escobar debuttò nella MLB il 2 settembre 2011, al Comerica Park di Detroit contro i Detroit Tigers. Schierato come interbase nella parte bassa del settimo inning, colpì la sua prima valida nell'inning successivo, durante il suo primo turno di battuta. Concluse la stagione con 9 partite disputate nella MLB e 137 nella Tripla-A.
L'8 aprile 2012 contro i Rangers, Escobar colpì un triplo, mentre il 9 maggio contro gli Indians, segnò il primo punto e realizzò il primo RBI.
Il 28 luglio 2012, i White Sox scambiarono Escobar e Pedro Hernandez con i Minnesota Twins per Francisco Liriano. Durante la stagione venne impiegato come interno, ma schierato principalmente in seconda base. Chiuse la stagione con 50 partite disputate nella MLB e 35 nella Tripla-A.
Escobar colpì il suo primo fuoricampo il 9 aprile 2013, contro i Royals. Anche in questa stagione, venne impiegato dalla franchigia sia nella Major League che in Tripla-A, disputando 66 incontri nella prima e 43 nella seconda.
La stagione 2014 di Escobar fu la prima in cui giocò stabilmente nella major league. Disputò 133 incontri con i Twins, principalmente nel ruolo di interbase.
Il 3 dicembre 2016, Escobar rinnovò con i Twins con un contratto annuale del valore di 2.6 milioni di dollari per la stagione 2017.
Il 27 luglio 2018, i Twins scambiarono Escobar con i Arizona Diamondbacks per i giocatori di minor league Ernie De La Trinidad, Jhoan Duran e Gabriel Maciel.
Nel luglio 2021, Escobar venne convocato per il suo primo All-Star Game.
Il 28 luglio 2021, i D-backs scambiarono Escobar con i Milwaukee Brewers per i giocatori di minor league Alberto Ciprian e Cooper Hummel.

## Palmares
- MLB All-Star: 1

2021
- Giocatore della settimana: 2

AL: 10 giugno 2018
NL: 28 aprile 2019